# Антифрод
Антифро́д (з англ. anti-fraud «боротьба с шахрайством»), або фрод-моніторинг — система, призначена для оцінки фінансових транзакцій в Інтернеті на предмет підозрілості з точки зору шахрайства, пропонуючи рекомендації щодо їх подальшої обробки. Як правило, сервіс антифроду складається зі стандартних та унікальних правил, фільтрів та списків, за якими перевіряється кожна транзакція.
Фрод-моніторинг транзакцій здійснюють підрозділи банків, пов'язані з безпекою та оцінкою ризиків. Власні технології фрод-моніторингу мають міжнародні платіжні системи (VISA, MasterCard, PayPal та інші). Як і додаткову послугу до інтернет-еквайрингу, фрод-моніторинг пропонують процесингові центри та платіжні шлюзи.
До антифроду також заведено відносити фрод-моніторинг онлайн-платежів за банківськими картками (фрод-моніторинг CNP операцій) через інтернет-магазини.